# Ephalaenia variaria
Ephalaenia variaria es una especie de polilla perteneciente a la familia Geometridae, descrito por primera vez por John Henry Leech en 1897, con distribución en China occidental.

## Descripción
Es una polilla mediana con una envergadura de 36 a 40 milímetros (1,4 a 1,6 plg), de color marrón grisáceo pálido, con moteados rosados, especialmente en la zona basal de las alas posteriores. Cuenta con líneas transversales negruzcas y una mancha discal que es negra. El envés de las alas es gris violáceo, nublado y teñido de fuscous. El vértice de la cabeza es blanco.